# 安东尼·埃文特
安东尼·埃文特（英語：Anthony Avent，1969年10月18日—），美国NBA联盟前职业篮球运动员。他在1991年的NBA选秀中第1轮第15顺位被亚特兰大老鹰选中。